# Калдобино
Калдо́бино — деревня в Великолукском районе Псковской области России. Входит в состав Пореченской волости.

## География
Расположена в 44 км к югу от райцентра Великие Луки и в 9 км к востоку от волостного центра Поречье.

## Население
| 2001 | 2002 | 2010 |
| ---- | ---- | ---- |
| 47   | ↗53  | ↘30  |

Численность населения деревни по оценке на начало 2001 года составляла 47 жителей.

## История
С января 1995 до декабря 2005 года деревня входила в состав ныне упразднённой Урицкой волости.